# Каррер, Карл
Карл Каррер (нем. Karl Karrer; 22 марта 1815, Бюмплиц-Оберботтиген — 18 апреля 1886, Зумисвальд) — швейцарский адвокати политик. С 1848 по 1886 год — член Национального совета Швейцарии, президент Национального совета Швейцарии (1861/1862).

## Биография
Сын портного, иммигрировавшего из маркграфства Баден. С 1834 по 1839 год изучал право в Бернском университете. В 1841 году был принят в адвокатуру, затем работал секретарём строительного департамента кантона Берн. В 1846 году радикально-либеральное правительство кантона назначило Каррера управляющим округа Трахсельвальд. Затем, открыл юридическую фирму, которой руководил более тридцати лет.
В 1850 году Каррер был избран в Большой совет кантона Берн, членом которого был до самой смерти.  В течение многих лет был членом Бернской государственной экономической комиссии. Входил в совет директоров банка Berner Kantonalbank.
С 1848 по 1886 год — член Национального совета Швейцарии, президент Национального совета Швейцарии (1861/1862).